# Scarus festivus
 Scarus festivus és una espècie de peix de la família dels escàrids i de l'ordre dels perciformes.

## Morfologia
Els mascles poden assolir els 45 cm de longitud total.

## Distribució geogràfica
Es troba des de l'Àfrica oriental fins a les Tuamotu i les Illes Ryukyu.